# Municipio de Beaver (Dakota del Sur)
El municipio de Beaver (en inglés. Beaver Township) es un municipio ubicado en el condado de Miner, Dakota del Sur, Estados Unidos. Según el censo de 2020, tiene una población de 41 habitantes.
Abarca una zona exclusivamente rural.

## Geografía
Está ubicado en las coordenadas 43°53′5″N 97°47′50″O / 43.88472, -97.79722. Según la Oficina del Censo de los Estados Unidos, tiene una superficie total de 93.51 km², de la cual 91.63 km² corresponden a tierra firme y 1.88 km² son agua.

## Demografía
Según el censo de 2020, hay 41 personas residiendo en la zona. La densidad de población es de 0.45 hab./km². La totalidad de los habitantes son blancos. No hay hispanos o latinos viviendo en la región.